# Karine Saporta
Pour les articles homonymes, voir Saporta.
Karine Saporta (née en 1950 à Neuilly-sur-Seine) est une danseuse,  chorégraphe française de danse contemporaine,,, également photographe.

## Biographie
Karine Saporta est la fille d'un père espagnol et d'une mère russe. Danseuse classique de formation, Karine Saporta a fait des études de philosophie et sociologie à l'université Paris X,. Après une période passée à Chicago aux États-Unis au Columbia College qui l'amène à s'intéresser à différents domaines (photographie, cinéma, vidéo et chorégraphie), elle décide de fonder sa propre compagnie de danse  — collabore avec Hideyuki Yano — et devient une chorégraphe importante du mouvement de la Nouvelle danse française. C'est dans le travail d'Alwin Nikolais qu'elle trouve les outils pour forger son approche chorégraphique. Très vite, ses univers comme son vocabulaire deviennent extrêmement personnels. Ses créations sont tout à la fois modernes et baroques. En 1991, elle chorégraphie les parties dansées du film de Peter Greenaway, Prospero's Books, et réalise en 1995 pour le Festival de Cannes le spectacle en hommage à un siècle de cinéma intitulé Le Bal du siècle. 
Elle est l'invitée régulière pendant de nombreuses années du Théâtre de la Ville à Paris ainsi que du festival Montpellier Danse ou du Festival d'Avignon.

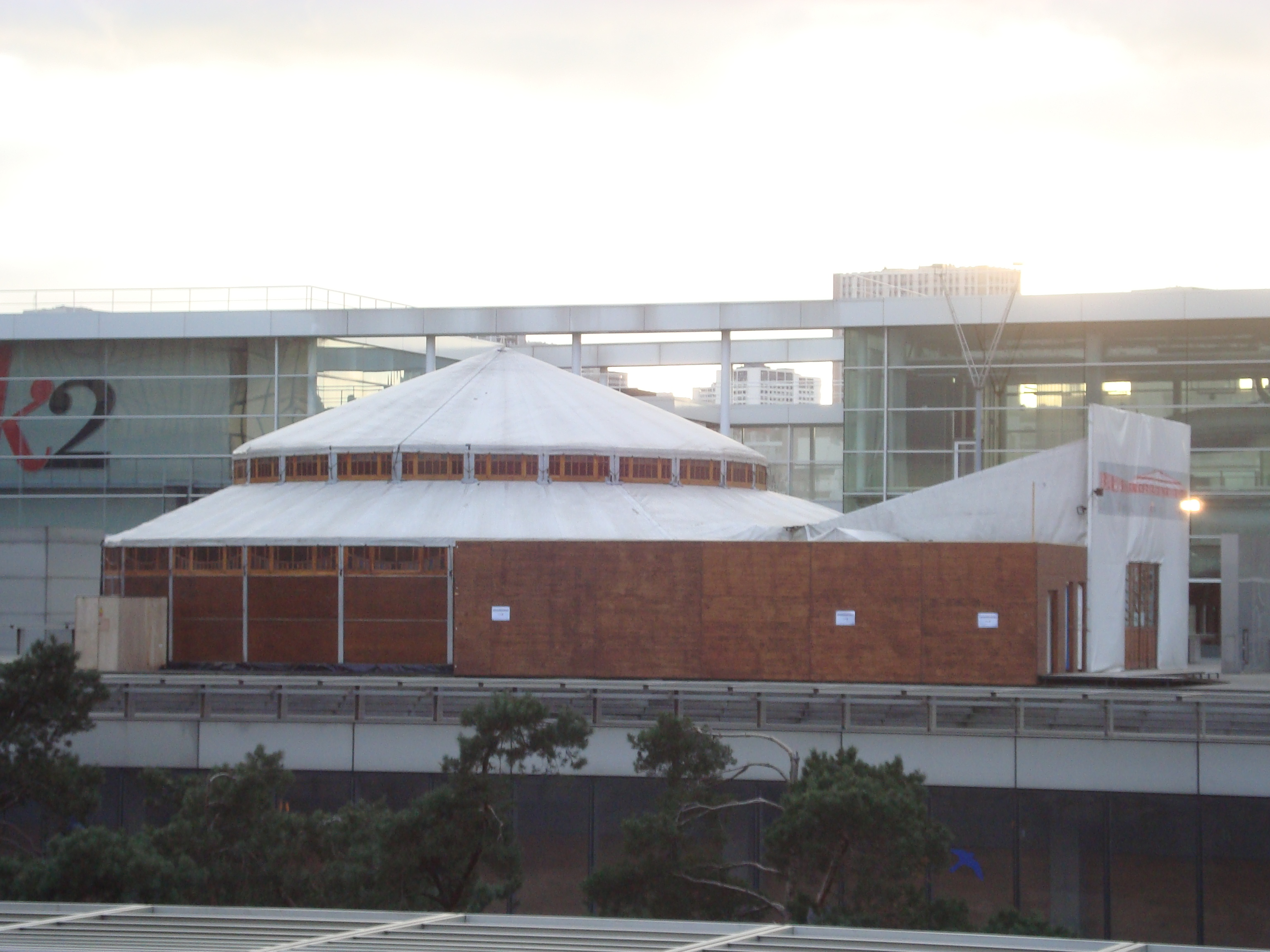
Le Dansoir, devant la BNF en 2009.

Directrice du Centre chorégraphique national de Caen en Normandie de 1988 à 2004, elle est à l'initiative de l'ACCN (Association des Centres chorégraphiques nationaux) dont elle reste présidente, puis vice-présidente jusqu'en 2004. En 2004, elle reprend la direction de sa compagnie depuis peu en résidence dans le Val-de-Marne. Elle continue avec sa compagnie de voyager dans le monde entier pour développer sa recherche  de nouveaux langages corporels. Elle projette l'ouverture en 2017 à Saint-Denis de l' Auteur Studio - compagnie Karine Saporta  dans de nouveaux locaux. Elle est également professeur à l'université d'Évry, et fut vice-présidente de la SACD et directrice artistique de la danse du Festival d'Avignon. Elle est aussi artiste associée à la Bibliothèque nationale de France. Depuis 2013, la 'Compagnie Karine Saporta est installée à Fontenay-sous-Bois. S'ensuit en 2014, l'établissement d'un centre de recherche, de création et de transmission pluridisciplinaire nommé La Mue. Karine Saporta est de même à l'initiative du Dansoir, chapiteau culturel éphémère actuellement à Ouistreham depuis 2017 après l'avoir été près de la Bibliothèque nationale de France sur le site François-Mitterrand. Elle crée en 2021 deux lieux consacrés aux arts plastiques et à la photographie : Belle Rive, Espace d’art Karine Saporta & Maison de la photographie Normandie sur le port de plaisance de Ouistreham ainsi que KAGE Espace d’art hybride & expérimental à Caen.

### Photographie
Karine Saporta est aussi photographe. Son travail a été produit et montré pendant de nombreuses années par les galeries Fnac. Elle a réalisé de nombreuses expositions personnelles (Institut français de Munich, Cité nationale de l'Histoire de l'immigration, château de Blandy-les-Tours,  le Festival d’Avignon, le Musée des Beaux-arts et de la dentelle d’Alençon, le Centre des Arts d’Enghien-les-Bains, Itinéraire en quête d’artistes) et une conférence avec projection à la Maison européenne de la photographie. 

## Récompenses et distinctions
- Chevalière de la Légion d'honneur
- Officière de l'ordre des Arts et des Lettres

## Principales chorégraphies
- 1982 : Éclats d'infante
- 1983 : Hypnotic Circus
- 1985 : Pleurs de porcelaine
- 1986 : Le Cœur métamorphosé
- 1986 : Une passion interprété par Hideyuki Yano
- 1987 : Bal dans le couloir de fer
- 1988 : À ma mère, la fiancée aux yeux de bois
- 1988 : Les Taureaux de Chimène
- 1990 : La Poudre des anges
- 1991 : Carmen
- 1991 : La Princesse de Milan (reprise en 2011) d'après La tempête de Shakespeare
- 1993 : L'Impur
- 1993 : Phaëton d'après Lully pour l'Opéra national de Lyon
- 1994 : Morte Forêt
- 1995 : La Pâleur du ciel
- 1996 : Les Trottoirs de Leïla
- 1996 : (Le Spectre) ou les Manèges du ciel
- 1997 : Bolchoï Destroy
- 1999 : Douche écossaise
- 1999 : Une rose (A Circle of Kisses) sur l'œuvre de Gertrud Stein
- 2000 : Charmes
- 2000 : Belle, au bois dormant (de larmes écarlate)
- 2001 : Le Garage (essai sur la mystique rock)
- 2003 : Draps rouges, cheveux noirs - Tour de chant de Karine Saporta (paroles Karine Saporta-musique: Jean-Marie Senia)
- 2004 : La Force de l'âme I et II
- 2005 : Lettre à un ami d'Afrique
- 2005 : Comm(e)union[4] dans le cadre du Festival d'Avignon en relation avec Jan Fabre
- 2006 : Dans le regard de la nuit… I et II, pour l'Opéra du Caire
- 2007 : Wild- Spectacle équestre et chorégraphique
- 2007 : Albane (ou) les Yeux mauves pour l'Opéra de Tirana
- 2007 : Apokalypsa
- 2008 : A comme Alice d'après le roman de Lewis Caroll
- 2008 : Notes en collaboration avec l'ensemble Ars Nova
- 2008 : La Vierge aux orties pour Helleraü -Europäisches Zentrum der Künste-Dresden
- 2009 : La Maison chéri-chérie
- 2009 : L'Enfance ou les Plages du temps avec l'écrivain Jeanne Benameur
- 2010 : Jukebox
- 2011 : Mater(re)
- 2012 : Le Dansoir en passerelle
- 2013 : Tam-tai avec les Tambours de Taiwan
- 2014 : Le cirque C librement inspiré du personnage de Charlot dans le film  Le cirque de Charlie Chaplin
- 2014 : Sophoclea d'après Sophocle
- 2015 : Rayon X
- 2015 : Phaëton
- 2019 : Joy
- 2019 : L'Immaculée
- 2020 : Les Petites Pièces créoles
- 2021 : Ciel
- 2021 : La Grande Ourse & Cie
- 2022 : Brumes
- 2022 : Sidérations
- 2022 : Corps vivants pour une nature morte
- 2022 : Spectacle inaugural sur glace
- 2023 : La Robe de la Bête
- 2024 : Hier et Demain
- 2024 : Kaos
- 2024 : Movimento perpetuo
- 2025 : B-EAU